# Tancat per Defunció
Tancat per Defunció és un grup musical sabadellenc liderat per Jaume Papell i creat l'any 1986 a partir d'unes jam-sessions rockeres que es feien a la sala Piano Jazz de Sabadell. El local era al costat de l'antiga funerària i sota el Centre de Promoció de la Vídua de la ciutat, fet que suggerí el nom del grup).
El nucli de Tancat són Jaume Papell (veu, harmònica i guitarres), Enric Romà (baix i veus) i David Torras (bateria).
Pel grup hi han passat molts músics, com Marc Grasas (després component dels Pets), Oscar Mieza (actualment guitarrista d’estudi), Carles Argelaguet, Tòfol Martínez (guitarrista de blues i productor), Xavi Gonzàlez (piano i teclats), Oest Defranc (guitarrista), Jordi Mourelo (bateria), Valentí Adell (guitarrista, teclista i productor) i Jordi Farreras a la bateria.
En els discos també hi ha col·laborat Pep Sala com a productor i teclista del primer disc Sense retorn i Toni Carmona, productor  del Llença-t’hi (guitarrista instal·lat a Madrid de la Orquesta Mondragon, Joaquin Sabina i Luz Casal). Fernando Mas i Manolo López.

## Història
L'any 1989 van guanyar el concurs pop-rock de Vic i van enregistrar el primer disc, Sense retorn (1990), amb producció de Pep Sala. Tot i ser gravat en només tres dies, van assolir quatre èxits considerables amb la cançó «Com vols que t'ho digui», amb la qual van guanyar un concurs de televisió i la possibilitat de fer-ne un videoclip. Altres cançons destacades són «Absència», «Vés-te'n» i «Somnis sense retorn».
El 1991, publiquen l'àlbum Llença-t'hi, produït per Toni Carmona (productor també de l'Orquesta Mondragón i Joaquín Sabina). Aquest nou àlbum conté cançons com «Amor d'estiu», «Llença-t'hi», «Coses que passen» i «Lluny dels records». Aquest mateix any fan 53 actuacions a Catalunya i dues a Mallorca. A més, són seleccionats per la Societat General d'Autors i Editors (SGAE) per tocar al Music Seminar de Nova York. És el primer grup de parla catalana que hi va tocar. L'associació cultural BLOC, com ja havia fet anteriorment amb Sopa de Cabra, Els Pets, Sau i Sangtraït, va apostar per Tancat per Defunció i grups com Bars i Kitsch El 1995 segueix Bevent silenci El grup, incorpora en aquest disc i a la gira dels guitarristes Oscar Mieza i Marc Grasas que després serà fitxat pels Pets. Algunes cançons destacables en són «Per Solitaris», «Planeta gris», «Lloc petit» o «No Esperarem».
L'any 2002 van tornar a reunir-se per gravar un nou disc que van autoproduir i autofinançar per no repetir les males experiències amb cap discogràfica. El 2011 la banda va renàixer amb un seguit d'actuacions en petits locals. L'any 2014 enregistren el recopilatori Obert x tu amb una acció de micromecenatge per Verkami.
El 2017 publiquen l'àlbum Temps de Dubtes amb el segell Microscopi, ja enregistrat al 2002. Van voler fer-ne un disc diferent, enriquit amb la sonoritat d’instruments com el cello, la flauta travessera, sitar, piano, contrabaix, mandolina, banjo, guitarra slide i, fins i tot, un didgeridoo.
El 2020 van publicar l'àlbum Paraules enceses enmig d'un foc apagat, un disc on tornen al rock i al pop.